# Лонгвал-рударство
Лонгвал-рударство је облик подземне експлоатације угља у којој је дуг зид угља ископан у један комад (обично 0,6 - 1,0 m дебљине). Лонгвал панел (блок угља који се вади) је обично дужине 3-4 km и 250-400 m ширине.

## Историја
Основна идеја лонгвал рударства је развијена у Енглеској крајем 17. века. Рудари би подрезали угаљ дуж ширине зида, уклањали угаљ док је падао, користећи дрвене реквизите за контролу пада крова иза зида. Иако се технологија значајно променила, основна идеја остаје иста, да у суштини одстрањивање целог угља из широког угља лице и омогућавају кров и предуго рок до колапса у празнину иза, уз одржавање безбедног радног простора дуж лице за рударе.

## Опрема
Одређен број хидрауличних дизалица, званих подупирачи, обично 1,75m широких и смештених у дугом низу, раме уз раме до 400m дужине у циљу подршке кров угље лице. Појединачни клин може да тежи 30-40 тона, продужи до максималне висине резања до 6m и имају приноса оцену 1000-1250 тона сваки. Угаљ се пресече из угље лице користи се машина зове се Ширер (енгл. power wheel).